# Durere abdominală
Durerea abdominală, cunoscută și sub numele de durere de stomac, este un simptom asociat atât cu probleme medicale ușoare, cât și cu cele grave.
Cauzele frecvente ale durerii în abdomen includ gastroenterita și sindromul intestinului iritabil.  Aproximativ 15% dintre oameni au o afecțiune de bază mai gravă, cum ar fi apendicita, scurgerea sau ruptura de anevrism aortic abdominal, diverticulita sau sarcina ectopică.  Într-o treime din cazuri, cauza exactă este neclară. 
Având în vedere că o varietate de boli pot provoca o formă de durere abdominală, rămâne importantă o abordare sistematică a examinării unei persoane și formularea unui diagnostic diferențial.

## Diagnostic diferențiat
Cele mai frecvente motive ale durerii abdominale sunt gastroenterita (13%), sindromul intestinului iritabil (8%), problemele tractului urinar (5%), inflamația stomacului (5%) și constipația (5%). În aproximativ 30% din cazuri, cauza nu este determinată. Aproximativ 10% din cazuri au o cauză mai gravă, inclusiv vezica biliară (calculi biliari sau diskinezie biliară) sau probleme pancreatice (4%), diverticulită (3%), apendicită (2%) și cancer (1%).  Mai frecvente la cei mai în vârstă, ischemia mezenterică și anevrismele aortice abdominale sunt alte cauze grave. 

### Durerile abdominale acute
Abdomenul acut poate fi definit ca durere abdominală severă, persistentă, cu debut brusc, care este probabil să necesite intervenție chirurgicală pentru tratarea cauzei sale. Durerea poate fi frecvent asociată cu greață și vărsături, distensie abdominală, febră și semne de șoc. Una dintre cele mai frecvente afecțiuni asociate cu durerea abdominală acută este apendicita acută.

#### Cauze
- Traumatică: împușcare sau perforarea traumatică a stomacului, intestinului, splinei, ficatului sau rinichiului
- Inflamatorie:
  - Infecții precum apendicita, colecistita, pancreatita, pielonefrita, boala inflamatorie pelvină, hepatita, adenita mezenterică sau un abces subdiafragmatic
  - Perforarea unui ulcer peptic, a unui diverticul sau a cecului
  - Complicații ale bolii inflamatorii intestinale, cum ar fi boala Crohn sau colita ulcerativă
- Mecanică:
  - Obstrucție a intestinului subțire secundară aderențelor cauzate de operații anterioare, invaginație, hernii, neoplasme benigne sau maligne
  - Obstrucție a intestinului gros cauzată de cancer colorectal, boli inflamatorii ale intestinului, volvulus, impactul fecal sau hernie
- Vasculară: ischemie intestinală ocluzivă, de obicei cauzată de tromboembolismul arterei mezenterice superioare

### După sistem
O listă mai extinsă include următoarele cauze după sistemul cauzator:
- Gastrointestinal
  - Tractul gastrointestinal
    - Inflamatorie: gastroenterită, apendicită, gastrită, esofagită, diverticulită, boala Crohn, colită ulcerativă, colită microscopică
    - Obstructivă: hernie, invaginație, volvulus, aderențe post-chirurgicale, tumori, constipație severă, hemoroizi
    - Vasculară: embolie, tromboză, hemoragie, anemia cu eritrocite seceră, angină abdominală, compresie a vaselor de sânge (cum ar fi sindromul de compresie a arterei celiace), sindrom de arteră mezenterică superioară, sindrom de tahicardie ortostatică posturală
    - Digestive: ulcer peptic, intoleranță la lactoză, boală celiacă, alergii alimentare

  - Glandele
    - Sistemul biliar
      - Inflamatorie: colecistită, colangită
      - Obstructivă: colelitiază, tumori

    - Ficat
      - Inflamatorie: hepatită, abces hepatic

    - Pancreatic
      - Inflamatorie: pancreatită
- Renale și urologice
  - Inflamatorie: pielonefrita, infecția vezicii urinare, indigestie
  - Obstructivă: calculi renali, urolitiază, retenție urinară, tumori
  - Vasculară: prinderea venei renale stângi
- Ginecologic sau obstetric
  - Inflamatorie: boală inflamatorie pelviană
  - Mecanică: torsiune ovariană
  - Endocrinologică: menstruație, Mittelschmerz
  - Tumori: endometrioză, fibroame, chist ovarian, cancer ovarian
  - Sarcină: sarcină ectopică ruptă, avort amenințat
- Perete abdominal
  - tensiune musculară sau traume
  - infecție musculară
  - durere neurogenă: herpes zoster, radiculită în boala Lyme, sindrom de prindere a nervului cutanat abdominal (ACNES), tabes dorsalis
- Durere referită
  - din torace: pneumonie, embolie pulmonară, cardiopatie ischemică, pericardită
  - din coloana vertebrală: radiculită
  - din organele genitale: torsiunea testiculară
- Tulburări metabolice
  - uremie, cetoacidoză diabetică, porfirie, deficit de inhibitor al C1-esterazei, insuficiență suprarenală, otrăvire cu plumb, mușcătură de păianjen văduvă neagră, sevraj narcotic
- Vase de sânge
  - disecție aortică, anevrism aortic abdominal
- Sistem imunitar
  - sarcoidoză
  - vasculită
  - febra mediteraneană familială
- Idiopatic
  - sindromul intestinului iritabil (afectează până la 20% din populație, IBS este cea mai frecventă cauză a durerii abdominale recurente și intermitente)

### După localizare
Localizarea durerii abdominale poate oferi informații despre ceea ce poate provoca durerea. Abdomenul poate fi împărțit în patru regiuni numite cadrane. Locațiile și condițiile asociate includ:  
- Difuză
  - Peritonită
  - Vasculară: ischemie mezenterică, colită ischemică, purpură Henoch-Schonlein, boală cu celule seceră, lupus eritematos sistemic, poliarterită nodoză
  - Obstrucție a intestinului subțire
  - Sindromul colonului iritabil
  - Tulburări metabolice: cetoacidoză, porfirie, febră mediteraneană familială, criză suprarenală
- Epigastrică
  - Inima: infarct miocardic, pericardită
  - Stomac: gastrită, ulcer de stomac, cancer de stomac
  - Pancreas: pancreatită, cancer pancreatic
  - Intestinal: ulcer duodenal, diverticulită, apendicită
- Cadrantul superior drept
  - Ficat: hepatomegalie, ficat gras, hepatită, cancer la ficat, abces
  - Vezica biliară și tractul biliar: inflamație, calculi biliari, infecție cu viermi, colangită
  - Colon: obstrucție intestinală, tulburări funcționale, acumulare de gaze, spasm, inflamație, cancer de colon
  - Altele: pneumonie, sindrom Fitz-Hugh-Curtis
- Cadrantul superior stâng
  - Splenomegalie
  - Colon: obstrucție intestinală, tulburări funcționale, acumulare de gaze, spasm, inflamație, cancer de colon
- Peri-ombilical (zona din jurul ombilicului, alias buric)
  - Apendicită
  - Pancreatită
  - Infarct miocardic inferior
  - Ulcer peptic
  - Cetoacidoza diabetică
  - Vasculară: disecție aortică, ruptură aortică
  - Intestin: ischemie mezenterică, boală celiacă, inflamație, spasm intestinal, tulburări funcționale, obstrucție a intestinului subțire
- Dureri abdominale inferioare
  - Diaree
  - Colita
  - Crohn
  - Dizenterie
  - Hernie
- Cadrantul inferior drept
  - Colon: invaginare, obstrucție intestinală, apendicită ( punctul McBurney)
  - Renale: calculi renali (nefrolitiaza), pielonefrita
  - Pelvian: cistită, calculi vezicale, cancer al vezicii urinare, boli inflamatorii pelvine, sindromul durerii pelvine
  - Ginecologic: endometrioză, sarcină intrauterină, sarcină ectopică, chist ovarian, torsiune ovariană, fibrom ( leiomiom ), abces, cancer ovarian, cancer endometrial
- Cadrantul inferior stâng
  - Intestin: diverticulită, volvulus de colon sigmoid, obstrucție intestinală, acumulare de gaze, megacolon toxic
- Dureri lombare drepte
  - Ficat: hepatomegalie
  - Rinichi: calculi renali (nefrolitiaza), infecție complicată a tractului urinar
- Dureri de spate lombare stâng
  - Splină
  - Rinichi: calculi renali (nefrolitiaza), infecție complicată a tractului urinar
- Dureri lombare
  - dureri renale (calculi renali, cancer renal, hidronefroză)
  - Durere de piatră ureterală

## Fiziopatologie
| Regiune | Alimentare cu sânge           | Inervație | Structuri |
| ------- | ----------------------------- | --------- | --- |
| Foregut | Artera celiacă                | T5 - T9   | Faringe Esofag Căile respiratorii inferioare Stomac proximală duoden Ficat Tractul biliar Vezica biliara Pancreas |
| Midgut  | Artera mezenterică superioară | T10 - T12 | distal duoden Cecum Apendice Colon ascendent Colon transvers proximal                                             |
| Hindgut | Artera mezenterică inferioară | L1 - L3   | Colon transvers transversal Colonul descendent Colon sigmoid Rect Febră Canal anal superior                       |

Durerea abdominală poate fi denumită durere viscerală sau durere peritoneală. Conținutul abdomenului poate fi împărțit în partea din față, intestinul mediu și intestinul posterior.  Partea din față conține faringele, căile respiratorii inferioare, porțiunile esofagului, stomacului, porțiunile duodenului (proximal), ficatul, tractul biliar (inclusiv vezica biliară și căile biliare) și pancreasul.  Intestinul mediu conține porțiuni din duoden (distal), cecum, apendice, colon ascendent și prima jumătate a colonului transvers.  Intestinul posterior conține jumătatea distală a colonului transvers, colon descendent, colon sigmoid, rect și canalul anal superior. 
Fiecare subsecțiune a intestinului are un nerv aferent visceral asociat care transmite informații senzoriale de la viscer la măduva spinării, călătorind cu nervii simpatici autonomi.  Informațiile senzoriale viscerale din intestinul care călătorește către măduva spinării, denumite aferente viscerale, sunt nespecifice și se suprapun cu nervii aferenți somatici, care sunt foarte specifici.  Prin urmare, informațiile aferente viscerale care călătoresc către măduva spinării se pot prezenta în distribuția nervului aferent somatic; acesta este motivul pentru care apendicita se prezintă inițial cu durere periumbilicală T10 atunci când începe prima dată și devine durere T12, deoarece este implicat peritoneul peretelui abdominal (care este bogat cu nervi aferenți somatici). 

## Abordarea diagnosticului
Pentru a înțelege mai bine cauza care stă la baza durerii abdominale, se poate efectua un istoric aprofundat și o examinare fizică.
Procesul de colectare a unei istorii poate include: 
- Identificarea mai multor informații despre plângerea principală prin obținerea unui istoric al bolii prezente ; adică o narațiune a simptomelor actuale, cum ar fi debutul, localizarea, durata, caracterul, factorii agravanți sau amelioratori și natura temporală a durerii. Identificarea altor factori posibili poate ajuta la diagnosticarea cauzei de bază a durerii abdominale, cum ar fi călătoriile recente, contactul recent cu alte persoane bolnave și, pentru femei, o istorie ginecologică aprofundată.
- Aflați despre istoricul medical trecut al pacientului, concentrându-vă asupra oricăror probleme anterioare sau proceduri chirurgicale.
- Clarificarea regimului curent de medicare al pacientului, inclusiv rețete, medicamente fără prescripție medicală și suplimente.
- Confirmarea alergiilor medicamentoase și alimentare ale pacientului.
- Discutarea cu pacientul asupra oricărui istoric familial de procese ale bolii, concentrându-se pe afecțiuni care ar putea semăna cu prezentarea curentă a pacientului.
- Discutarea cu pacientul a oricăror comportamente legate de sănătate (de exemplu consumul de tutun, consumul de alcool, consumul de droguri și activitatea sexuală) care ar putea face anumite diagnostice mai probabile.
- Revizuirea prezenței simptomelor non-abdominale (de exemplu, febră, frisoane, dureri în piept, dificultăți de respirație, sângerări vaginale ) care pot clarifica în continuare imaginea diagnosticului.

După colectarea unui istoric amănunțit, ar trebui să efectuați un examen fizic pentru a identifica semne fizice importante care ar putea clarifica diagnosticul, inclusiv un examen cardiovascular, examen pulmonar, examen abdominal amănunțit, iar pentru femei, un examen genito-urinar . 
Investigațiile suplimentare care pot ajuta la diagnostic includ: 
- Analize de sânge, inclusiv hemoleucogramă completă, panou metabolic de bază, electroliți, teste ale funcției hepatice, amilază, lipază, troponină I și pentru femei, un test seric de sarcină .
- Analiza urinei
- Imaging inclusiv piept și abdominale raze X
- Electrocardiogramă

Dacă diagnosticul rămâne neclar după istorie, examinare și investigații de bază ca mai sus, atunci investigațiile mai avansate pot dezvălui un diagnostic. Astfel de teste includ: 
- Tomografie computerizată a abdomenului / bazinului
- Ecografie abdominală sau pelviană
- Endoscopie și / sau colonoscopie

## Management
Tratamentul durerii abdominale depinde de mulți factori, inclusiv etiologia durerii. În secția de urgență, o persoană care prezintă dureri abdominale poate necesita inițial lichide IV datorită aportului scăzut secundar durerii abdominale și a unei posibile emezii sau vărsături.  Tratamentul pentru durerea abdominală include analgezie, cum ar fi medicamente non-opioide (ketorolac) și medicamente opioide (morfină, fentanil).  Alegerea analgeziei depinde de cauza durerii, deoarece ketorolacul poate agrava unele procese intra-abdominale.  Pacienții care se prezintă la secția de urgență cu dureri abdominale pot primi un „cocktail GI” care include un antiacid (exemplele includ omeprazol, ranitidină, hidroxid de magneziu și clorură de calciu) și lidocaină.  După tratarea durerii, poate exista un rol pentru tratamentul antimicrobian în unele cazuri de durere abdominală.  Butilscopolamina (Buscopan) este utilizată pentru a trata durerea abdominală cu crampe cu un anumit succes.  Tratamentul chirurgical pentru cauzele durerii abdominale include, dar nu se limitează la colecistectomie, apendectomie și laparotomie exploratorie.

### Urgențe
Mai jos este o scurtă prezentare generală a urgențelor cauzate de durerea abdominală.
| Condition                 | Presentation | Diagnosis | Management |
| ------------------------- | --- | --- | --- |
| Appendicitis              | Abdominal pain, nausea, vomiting, fever Periumbilical pain, migrates to RLQ                                                               | Clinical (history & physical exam) Abdominal CT | Patient made NPO (nothing by mouth) IV fluids as needed General surgery consultation, possible appendectomy Antibiotics Pain control |
| Cholecystitis             | Abdominal pain (RUQ, radiates epigastric), nausea, vomiting, fever, Murphy's sign                                                         | Clinical (history & physical exam) Imaging (RUQ ultrasound) Labs (leukocytosis, transamintis, hyperbilirubinemia)                                                                | Patient made NPO (nothing by mouth) IV fluids as needed General surgery consultation, possible cholecystectomy Antibiotics Pain, nausea control |
| Acute pancreatitis        | Abdominal pain (sharp epigastric, shooting to back), nausea, vomiting                                                                     | Clinical (history & physical exam) Labs (elevated lipase) Imaging (abdominal CT, ultrasound)                                                                                     | Patient made NPO (nothing by mouth) IV fluids as needed Pain, nausea control Possibly consultation of general surgery or interventional radiology |
| Bowel obstruction         | Abdominal pain (diffuse, crampy), bilious emesis, constipation                                                                            | Clinical (history & physical exam) Imaging (abdominal X-ray, abdominal CT) | Patient made NPO (nothing by mouth) IV fluids as needed Nasogastric tube placement General surgery consultation Pain control |
| Upper GI bleed            | Abdominal pain (epigastric), hematochezia, melena, hematemesis, hypovolemia                                                               | Clinical (history & physical exam, including digital rectal exam) Labs (complete blood count, coagulation profile, transaminases, stool guaiac)                                  | Aggressive IV fluid resuscitation Blood transfusion as needed Medications: proton pump inhibitor, octreotide Stable patient: observation Unstable patient: consultation (general surgery, gastroenterology, interventional radiology) |
| Lower GI Bleed            | Abdominal pain, hematochezia, melena, hypovolemia                                                                                         | Clinical (history & physical exam, including digital rectal exam) Labs (complete blood count, coagulation profile, transaminases, stool guaiac)                                  | Aggressive IV fluid resuscitation Blood transfusion as needed Medications: proton pump inhibitor Stable patient: observation Unstable patient: consultation (general surgery, gastroenterology, interventional radiology) |
| Perforated Viscous        | Abdominal pain (sudden onset of localized pain), abdominal distension, rigid abdomen                                                      | Clinical (history & physical exam) Imaging (abdominal X-ray or CT showing free air) Labs (complete blood count)                                                                  | Aggressive IV fluid resuscitation General surgery consultation Antibiotics |
| Volvulus                  | Sigmoid colon volvulus: Abdominal pain (>2 days, distention, constipation) Cecal volvulus: Abdominal pain (acute onset), nausea, vomiting | Clinical (history & physical exam) Imaging (abdominal X-ray or CT) | Sigmoid: Gastroenterology consultation (flexibile sigmoidoscopy) Cecal: General surgery consultation (right hemicolectomy) |
| Ectopic pregnancy         | Abdominal and pelvic pain, bleeding If ruptured ectopic pregnancy, patient may present with peritoneal irritation and hypovolemic shock   | Clinical (history & physical exam) Labs: complete blood count, urine pregnancy test followed with quantitative blood beta-hCG Imaging: transvaginal ultrasound                   | If patient is unstable: IV fluid resuscitation, urgent obstetrics and gynecology consultation If patient is stable: continue diagnostic workup, establish OBGYN follow-up |
| Abdominal aortic aneurysm | Abdominal pain, flank pain, back pain, hypotension, pulsatile abdominal mass                                                              | Clinical (history & physical exam) Imaging: Ultrasound, CT angiography, MRA/magnetic resonance angiography                                                                       | If patient is unstable: IV fluid resuscitation, urgent surgical consultation If patient is stable: admit for observation |
| Aortic dissection         | Abdominal pain (sudden onset of epigastric or back pain), hypertension, new aortic murmur                                                 | Clinical (history & physical exam) Imaging: Chest X-Ray (showing widened mediastinum), CT angiography, MRA, transthoracic echocardiogram/TTE, transesophageal echocardiogram/TEE | IV fluid resuscitation Blood transfusion as needed (obtain type and cross) Medications: reduce blood pressure (sodium nitroprusside plus beta blocker or calcium channel blocker) Surgery consultation |
| Liver injury              | After trauma (blunt or penetrating), abdominal pain (RUQ), right rib pain, right flank pain, right shoulder pain                          | Clinical (history & physical exam) Imaging: FAST examination, CT of abdomen and pelvis Diagnostic peritoneal aspiration and lavage                                               | Resuscitation (Advanced Trauma Life Support) with IV fluids (crystalloid) and blood transfusion If patient is unstable: general or trauma surgery consultation with subsequent exploratory laparotomy |
| Splenic injury            | After trauma (blunt or penetrating), abdominal pain (LUQ), left rib pain, left flank pain                                                 | Clinical (history & physical exam) Imaging: FAST examination, CT of abdomen and pelvis Diagnostic peritoneal aspiration and lavage                                               | Resuscitation (Advanced Trauma Life Support) with IV fluids (crystalloid) and blood transfusion If patient is unstable: general or trauma surgery consultation with subsequent exploratory laparotomy and possible splenectomy If patient is stable: medical management, consultation of interventional radiology for possible arterial embolization |

## Epidemiologie
Durerea abdominală este motivul pentru care aproximativ 3% dintre adulți își văd medicul de familie.  Rata vizitelor la departamentul de urgență în SUA pentru dureri abdominale a crescut cu 18% din 2006 până în 2011. Aceasta a fost cea mai mare creștere din cele 20 de condiții comune observate în departamentul de urgențe. Rata de utilizare a departamentelor de urgență pentru greață și vărsături a crescut, de asemenea, cu 18%. 